# Entodon zikaiweiensis
Entodon zikaiweiensis là một loài rêu trong họ Entodontaceae. Loài này được Paris mô tả khoa học đầu tiên năm 1909.